# Guam ai Giochi della XXXI Olimpiade
Guam ha partecipato ai Giochi della XXXI Olimpiade, che si sono svolti a Rio de Janeiro, Brasile, dal 5 al 21 agosto 2016.
Il Comitato Olimpico Nazionale di Guam ha selezionato cinque atleti, tre uomini e due donne, per concorrere in tre discipline: atletica leggera, nuoto e mountain bike.
Benjamin Schulte, alla sua seconda partecipazione olimpica, è stato il portabandiera alla Cerimonia di apertura dei Giochi.

## Nuoto

### Maschile
| Atleta           | Evento              | Batterie | Batterie   | Semifinali      | Semifinali      | Finale          | Finale          |
| Atleta           | Evento              | Tempo    | Classifica | Tempo           | Classifica      | Tempo           | Classifica      |
| ---------------- | ------------------- | -------- | ---------- | --------------- | --------------- | --------------- | --------------- |
| Benjamin Schulte | 100 m rana maschili | 1:03"29  | 43ª        | non qualificato | non qualificato | non qualificato | non qualificato |

### Femminile
| Atleta        | Evento               | Batterie | Batterie   | Semifinali      | Semifinali      | Finale          | Finale          |
| Atleta        | Evento               | Tempo    | Classifica | Tempo           | Classifica      | Tempo           | Classifica      |
| ------------- | -------------------- | -------- | ---------- | --------------- | --------------- | --------------- | --------------- |
| Pilar Shimizu | 100 m rana femminili | 1:16"65  | 38ª        | non qualificata | non qualificata | non qualificata | non qualificata |

## Atletica leggera

### Maschile
| Atleta         | Evento      | Batterie  | Batterie   | Quarti di finale | Quarti di finale | Semifinali      | Semifinali      | Finale          | Finale          |
| Atleta         | Evento      | Risultato | Classifica | Risultato        | Classifica       | Risultato       | Classifica      | Risultato       | Classifica      |
| -------------- | ----------- | --------- | ---------- | ---------------- | ---------------- | --------------- | --------------- | --------------- | --------------- |
| Joshua Ilustre | 800 m piani | DQ        | DQ         | N.D.             | N.D.             | non qualificato | non qualificato | non qualificato | non qualificato |

### Femminile
| Atleta        | Evento      | Batterie  | Batterie   | Quarti di finale | Quarti di finale | Semifinali      | Semifinali      | Finale          | Finale          |
| Atleta        | Evento      | Risultato | Classifica | Risultato        | Classifica       | Risultato       | Classifica      | Risultato       | Classifica      |
| ------------- | ----------- | --------- | ---------- | ---------------- | ---------------- | --------------- | --------------- | --------------- | --------------- |
| Regine Tugade | 100 m piani | 12"52     | 3          | non qualificata  | non qualificata  | non qualificata | non qualificata | non qualificata | non qualificata |

## Ciclismo

### Mountain bike
| Atleta        | Evento        | Tempo | Classifica |
| ------------- | ------------- | ----- | ---------- |
| Peter Lombard | Cross-country | dnf   | dnf        |